# جودی نورتن تیلر
جودی نورتن تیلر (انگلیسی: Judy Norton Taylor؛ زادهٔ ۲۹ ژانویهٔ ۱۹۵۸) بازیگر اهل ایالات متحده آمریکا است.
از فیلم‌ها یا برنامه‌های تلویزیونی که وی در آن نقش داشته است، می‌توان به خانواده والتون اشاره کرد.